# Вицмансберг
Вицмансберг (нем. Witzmannsberg) — община в Германии, в Республике Бавария.
Община расположена в правительственном округе Нижняя Бавария в районе Пассау. Население составляет 1741 человека (по данным на 31 декабря 2009 года). Занимает площадь 18,73 км².

## География
Вицмансберг расположен в регионе Лес Донау в Баварском лесу на северо-восточной границе района Фрайунг-Графенау западу от реки Илз. Коммуна находится рядом с трассой B-85 и федеральной трассой № 3. Недалеко находятся города Пассау и Графенау, на расстоянии 26 км находится Фильсхофен-на-Дунае и на расстоянии 24 км — Вальдкирхен.

## Население
По оценке на 31 декабря 2015 года население общины Вицмансберг составляет 1468 чел. 

| Дата      | 1840 | 1871 | 1900 | 1925 | 1939 | 1950 | 1961 | 1970 | 1987 | 2011 |
| --------- | ---- | ---- | ---- | ---- | ---- | ---- | ---- | ---- | ---- | ---- |
| Население | 842  | 995  | 1290 | 1276 | 1261 | 1638 | 1424 | 1365 | 1402 | 1489 |

| Год       | 1960 | 1970 | 1980 | 1990 | 2000 | 2009 | 2010 | 2011 | 2012 | 2013 | 2014 | 2015 |
| --------- | ---- | ---- | ---- | ---- | ---- | ---- | ---- | ---- | ---- | ---- | ---- | ---- |
| Население | 1342 | 1367 | 1350 | 1451 | 1725 | 1741 | 1727 | 1485 | 1479 | 1484 | 1484 | 1468 |

## История

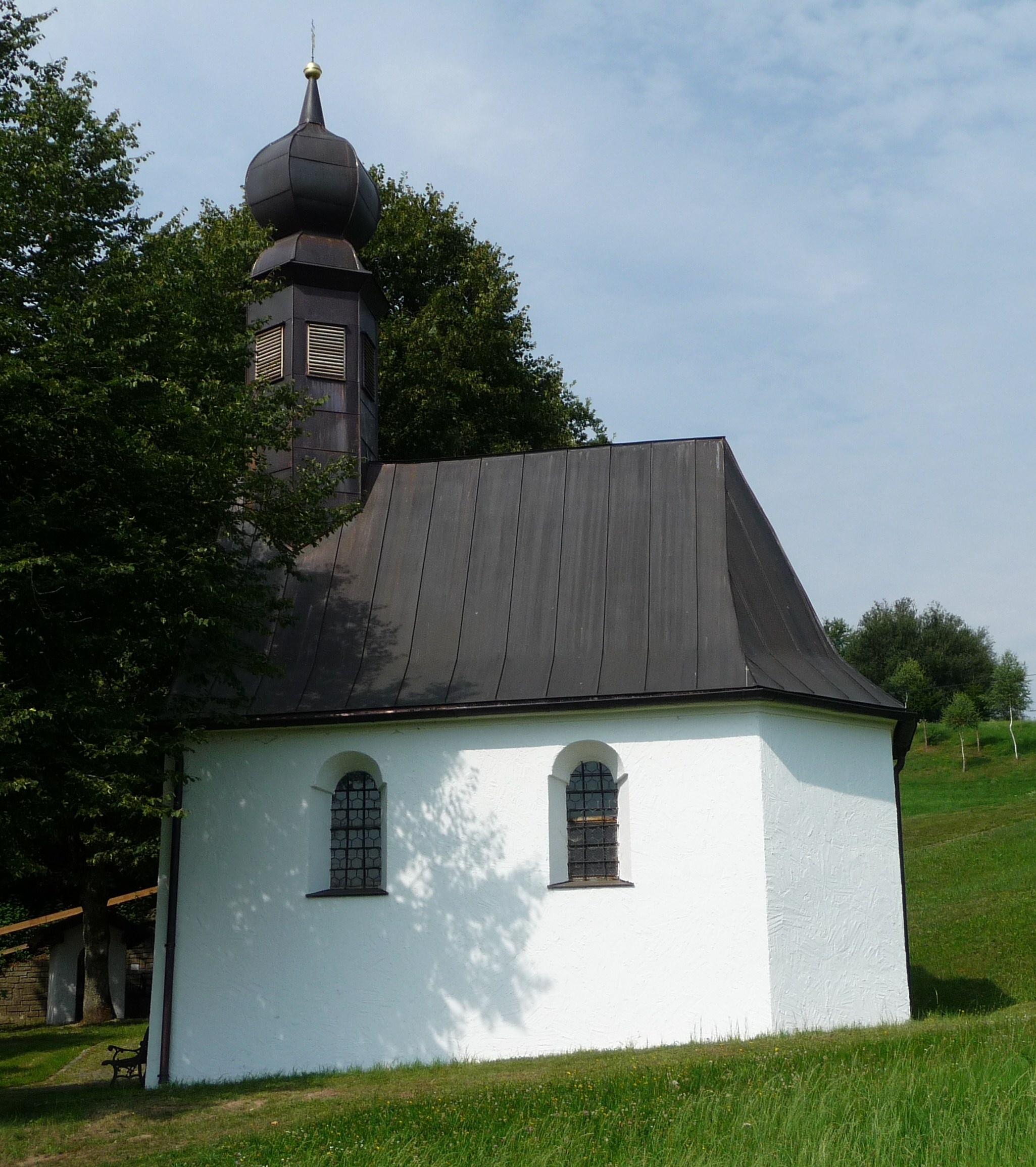
Капелла Брёндл Святой Марии Снежной

В 1310 году Вицмансберг впервые упоминается как месторасположение усадьбы. Владельцы усадьбы часто менялись. На старых картах баварского картографа Иоганна Авентина от 1523 года она имеет название Вицмансперг (нем. Witzmansperg).
В 1688 году через заключение брака барон Траун вступил в обладание Вицмансбергом. Он построил здесь замок с часовней. С 1762 года он стал принадлежать графу Тауфкирхену. Место было частью Баварии и формировало замкнутый хофмарк, частью которого был Вицмансберг. В 1742 году пандур-полковником Францем фон Тренком был построен замок, который затем был разрушен. В 1818 году была создана современная коммуна.

## Достопримечательности
В 1704 году барон Игнатиус Фриерр фон Траун, владелец хофмарка Вицмансберг велел построить в долине часовню. Из-за соседства с минеральным источником она получила название «Капелла Брёндл». Согласно легенде больная дочь графа излечилась здесь водой из пробившегося ночью из земли минерального источника. Когда в августе в день Святой Марии Снежной пошёл снег, только место рядом с источником осталось бесснежным, люди восприняли это как указывающий знак на место постройки капеллы. Коронованная византийским куполом капелла Святой Марии Снежной, владеет алтарём в стиле рококо 1765 года с копией иконы из церкви Санта-Мария-Маджоре в Риме. Алтарь был реставрирован в 1976 году.

## Политика

### Муниципальный совет
Главным административным органом коммуны является местный муниципальный совет. По результатам выборов 2 марта 2008 года был сформирован следующий состав совета:
- ХСС: 6 мест (52,1 % голосов)
- Независимые: 3 места (26,5 % голосов)
- ХДС: 3 места (21,4 % голосов)

### Мэр
Мэр Джозеф Шух (ХСС) был избран на местных выборах 2008 года в первом туре с результатом 67,78 % голосов избирателей.

## Экономика
Муниципальные налоговые поступления в 1999 году составили 321 000 €. По состоянию на 1998 год в строительном бизнесе коммуны было занято 2 предприятия. Кроме того, в 1999 году насчитывалось 62 сельскохозяйственных предприятия с используемой площадью 1124 га, из которых 723 га насчитывали площади с постоянными зелёными насаждениями. Также насчитывалось:
- 6 детских садов с 56 детьми
- 1 начальная школа с 3 преподавателями и 67 школьниками